# Gregory Point

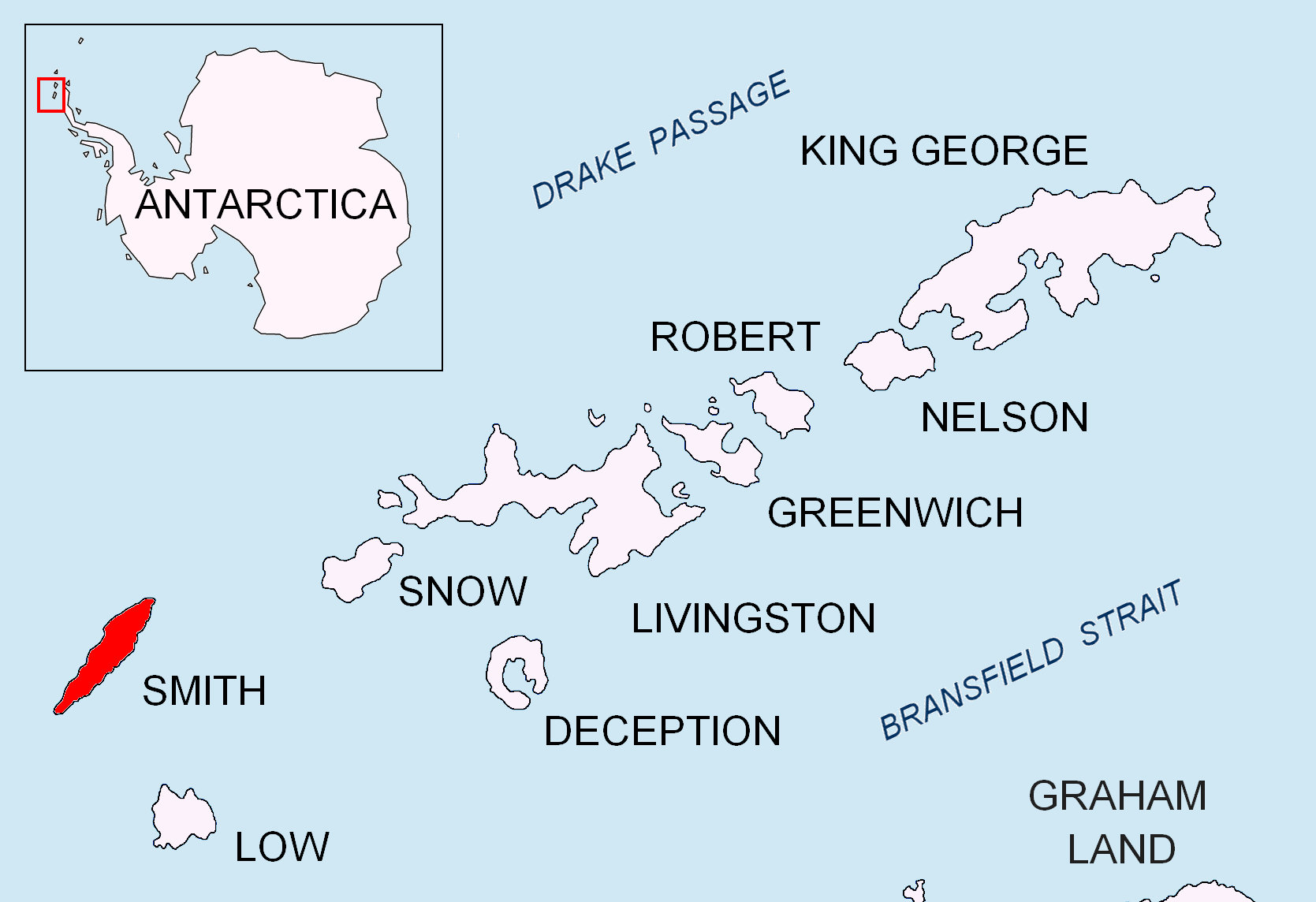
Localizzazione dell'Isola Smith, nelle Isole Shetland Meridionali.

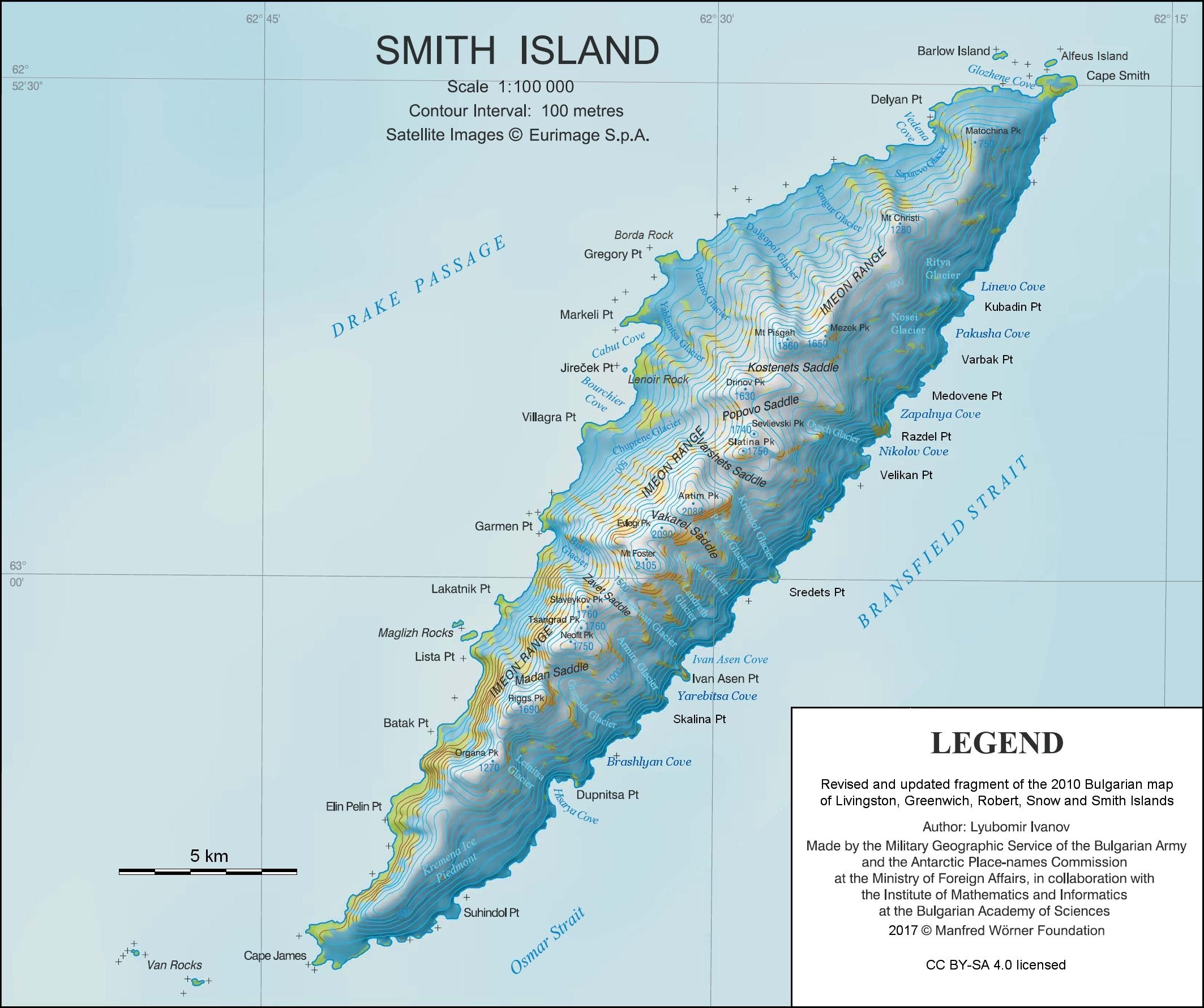
Mappa topografica dell'Isola Smith. Gregory Point si trova nella parte superiore dell'immagine, sulla costa nordoccidentale dell'isola.

Gregory Point è una punta rocciosa situata sulla costa nordoccidentale dell'Isola Smith, che fa parte delle Isole Shetland Meridionali, in Antartide.
La punta si protende per circa 700 m nel Canale di Drake.

## Localizzazione
Gregory Point è localizzata alle coordinate 62°55′11″S 62°31′55″W, 12,85 km a ovest-sudovest del Capo Smith, 3,9 km a nordovest del Monte Pisgah e 2 km nord-nordest di Markeli Point.

## Denominazione
La denominazione "Capo Grgory" appare su una mappa del 1829 redatta dalla spedizione britannica comandata dall'esploratore polare Henry Foster. Foto aeree recenti mostrano che la denominazione di "punta" descrive meglio le caratteristiche della sporgenza rocciosa.

## Mappe
- Chart of South Shetland including Coronation Island, &c. from the exploration of the sloop Dove in the years 1821 and 1822 by George Powell Commander of the same. Scale ca. 1:200000. London: Laurie, 1822.
- L.L. Ivanov. Antarctica: Livingston Island and Greenwich, Robert, Snow and Smith Islands. Scale 1:120000 topographic map. Troyan: Manfred Wörner Foundation, 2010. ISBN 978-954-92032-9-5 (First edition 2009. ISBN 978-954-92032-6-4)
- South Shetland Islands: Smith and Low Islands. Scale 1:150000 topographic map No. 13677. British Antarctic Survey, 2009.
- Antarctic Digital Database (ADD). Scale 1:250000 topographic map of Antarctica. Scientific Committee on Antarctic Research (SCAR). Since 1993, regularly upgraded and updated.
- L.L. Ivanov. Antarctica: Livingston Island and Smith Island. Scale 1:100000 topographic map. Manfred Wörner Foundation, 2017. ISBN 978-619-90008-3-0